# Patna, India
Patna, zis si Pataliputra, este un oraș din India, fiind capitala statului Bihar, din NE Indiei. A fost fondat pe râul Gange în sec. al V-lea î. Hr.